# Platon (Lewszyn)
Platon, imię świeckie Piotr Gieorgijewicz Lewszyn (ur. 18 czerwca?/29 czerwca 1737 w Czarusznikowie, zm. 30 października?/11 listopada 1812 w Wifanii) – rosyjski biskup prawosławny.

## Życiorys
Ukończył seminarium duchowne w Kołomnie, a następnie, w 1757, Słowiańsko-Grecko-Łacińską Akademię. W 1758 został zatrudniony w seminarium przy Ławrze Troicko-Siergijewskiej w charakterze nauczyciela retoryki. 14 sierpnia tego samego roku złożył wieczyste śluby mnisze, zaś 30 sierpnia został wyświęcony na hierodiakona. 22 lipca 1759 został wyświęcony na hieromnicha i mianowany prefektem seminarium. Od 1761 był jego rektorem. W 1762 lub 1763 powierzono mu obowiązki nadwornego kaznodziei i katechety następcy tronu. W 1763 mianowany przełożonym Ławry Troicko-Siergijewskiej, w 1766 został archimandrytą i wszedł w skład Świątobliwego Synodu Rządzącego.
10 października 1770 został wyświęcony na biskupa twerskiego i kaszyńskiego, zachowując urząd przełożonego Ławry Troicko-Siergijewskiej. Natychmiast po chirotonii biskupiej został podniesiony do godności arcybiskupa. W 1775 przeniesiony na katedrę moskiewską, zaś w 1787 podniesiony do godności metropolity, z tytułem metropolity moskiewskiego i kołomieńskiego. W 1811, w związku z ciężką chorobą (paraliż) przestał wykonywać swoje obowiązki; faktyczne administrowanie eparchią przeszło w ręce biskupa dmitrowskiego Augustyna. Metropolita Platon zmarł w 1812.